# Andrei Petrowitsch Faidysch-Krandijewski
Andrei Petrowitsch Faidysch-Krandijewski (russisch Андрей Петрович Файдыш-Крандиевский; * 1920 in Moskau; † 1967 ebenda) war ein sowjetischer Bildhauer.

## Leben
Faidysch-Krandijewskis Vater Pjotr Petrowitsch Faidysch war Architekt. Faidysch-Krandijewskis Mutter Nadeschda Krandijewskaja war Bildhauerin. Seine Tante Natalja Krandijewskaja-Tolstaja war Dichterin. Seine jüngere Schwester Natalija wurde Malerin.
Faidysch-Krandijewski begann 1938 das Studium am Moskauer Staatlichen Akademisch-Künstlerischen Surikow-Institut (MGAChI), das durch den Deutsch-Sowjetischen Krieg unterbrochen wurde. Nach dem Krieg nahm er das Studium am MGAChI bei Leonid Sherwood, Romuald Iodko und Alexander Matwejew wieder auf, das er 1948 abschloss.

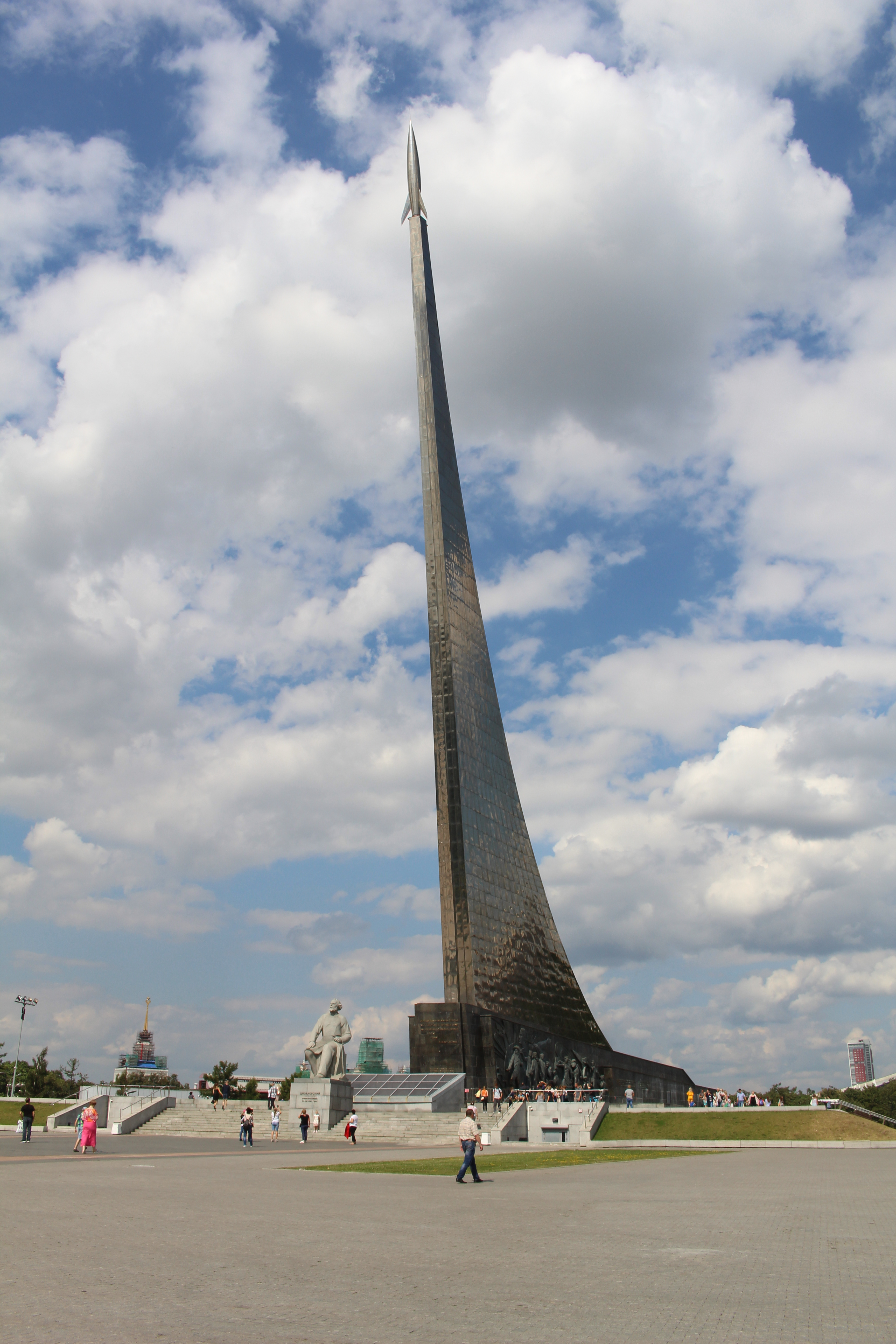
Denkmal für die Eroberer des Weltraums, Moskau

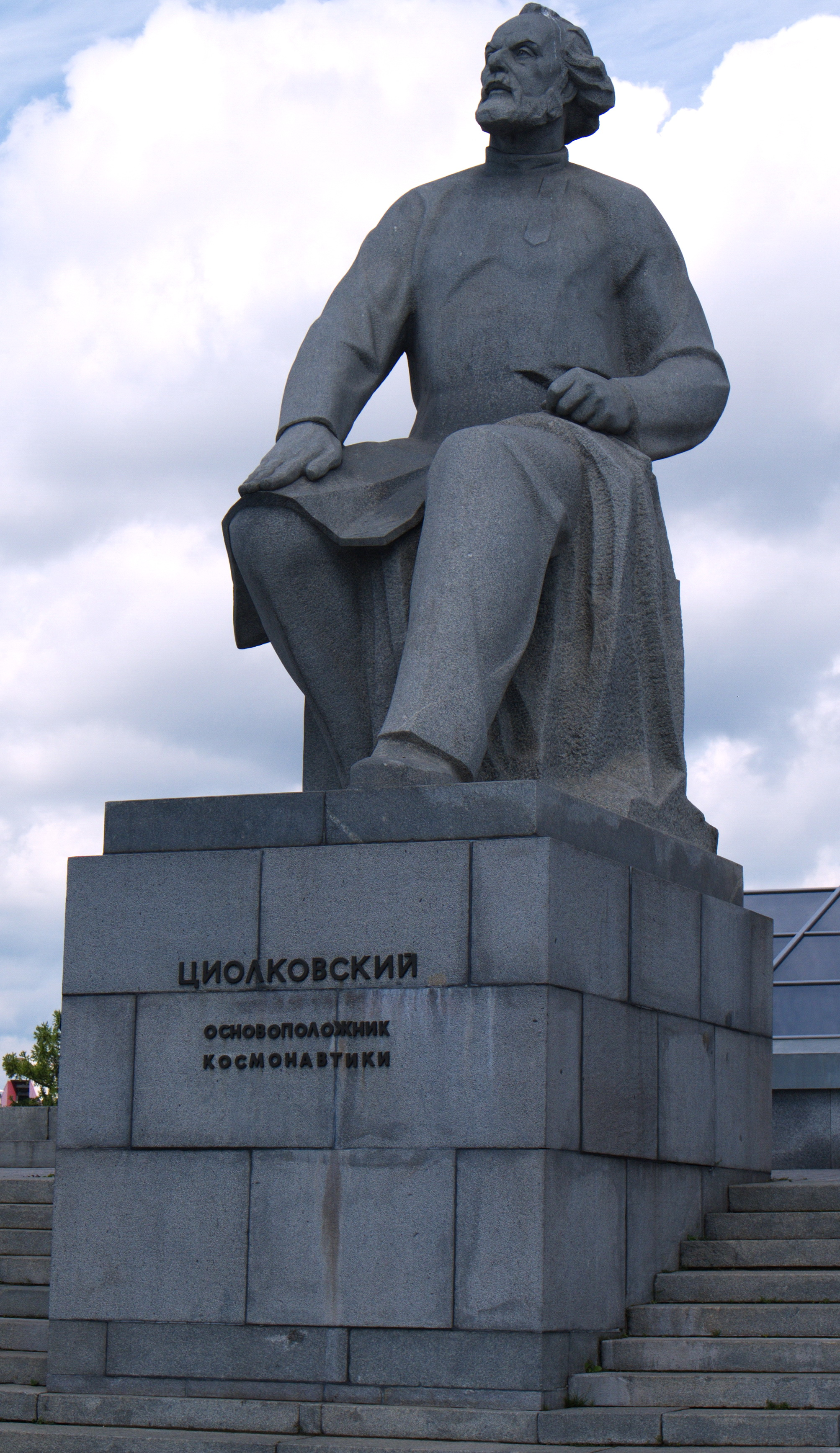
Ziolkowski-Denkmal, Allee der Kosmonauten, Moskau

Ab 1948 nahm Faidysch-Krandijewski an Ausstellungen teil. Er arbeitete ab 1949 bei Nikolai Tomski in der Bildhauer-Brigade, zu der auch M. F. Baburin, P. I. Bondarenko, D. P. Schwarz und G. A. Schulz gehörten. Faidysch-Krandijewski beteiligte sich an einem Zyklus von mehrfigurigen Reliefs zu historisch-revolutionären Themen (1949) und fertigte Skulpturen für die Sieben-Schwestern-Hochhäuser und Stationen der Metro Moskau an.
Faidysch-Krandijewski schuf mit dem Architekten M. O. Barschtsch das Denkmal für die Helden des Bürgerkriegs in Fernost (1956) in Chabarowsk und mit M. O. Barschtsch und A. N. Koltschin das Ziolkowski-Denkmal (1958) in Kaluga.
Bei dem Wettbewerb für den Bau eines Denkmals für die Eroberer des Kosmos im März 1958 nach dem Start des ersten künstlichen Satelliten wurde unter den mehr als 350 Projektvorschlägen das von Faidysch-Krandijewski mit den Architekten A. N. Koltschin und M. O. Barschtsch erarbeitete Projekt ausgewählt. Die feierliche Eröffnung des Denkmals in der Nähe des Haupteingangs der Ausstellung der Errungenschaften der Volkswirtschaft in Moskau fand am 4. Oktober 1964 statt, dem siebten Jahrestag des Starts des ersten Satelliten. Vor diesem Denkmal wurde 1964 Faidysch-Krandijewskis Ziolkowski-Denkmal aufgestellt, das 1974 unter staatlichen Schutz gestellt und 2006–2008 im Rahmen der Neugestaltung der Allee der Kosmonauten restauriert wurde.
Faidysch-Krandijewski schuf das Denkmal der Brjansker Partisanen (1966) in Brjansk, Sergei Koroljows Porträt (1963–1966, Staatliches zentrales Museum für zeitgenössische Geschichte Russlands) und die Büsten Pawel Beljajews und Alexei Leonows (1966–1967) für die Allee der Kosmonauten.
Faidysch-Krandijewski und Lew Kerbel hatten sich um einen weiteren Auftrag zur Anfertigung von Büsten bemüht, der aber aufgrund der Einsprüche von Piloten, vertreten durch Nikolai Kamanin, von der Kulturministerin Jekaterina Furzewa an Grigori Postnikow vergeben wurde.
1967 wurde Faidysch-Krandijewski zum Korrespondierenden Mitglied der Akademie der Künste der UdSSR gewählt.
Faidysch-Krandijewski war mit der Grafikerin Lija Iljinitschna Olyschanezkaja-Faidysch (1924–1979) verheiratet. Ihre Tochter Tatjana wurde Malerin.
Faidysch-Krandijewski starb 1967 und wurde auf dem Nowodewitschi-Friedhof begraben.

## Ehrungen, Preise
- Stalinpreis I. Klasse (1950) für die Beteiligung am Basrelief Wir schwören Dir, Genosse Lenin[2]
- Silbermedaille der Akademie der Künste der UdSSR (1959) für das Ziolkowski-Denkmal in Kaluga[6]
- Goldmedaille der Akademie der Künste der UdSSR (1964) für das Denkmal für die Eroberer des Kosmos[6]
- Verdienter Kunstschaffender der RSFSR
- Repin-Staatspreis der RSFSR (1967 postum) für die Porträt-Skulpturen Koroljows und Ziolkowskis (1963–1966)[2]